# HMS Actaeon (U07)
«Ектіон» (англ. HMS Actaeon (U07)) — військовий корабель, шлюп типу «Модифікований Блек Свон» Королівського військово-морського флоту Великої Британії за часів Другої світової війни.

## Історія створення
Шлюп «Ектіон» був закладений 15 травня 1944 року  на верфі компанії John I. Thornycroft & Company у Вулстоні. 25 липня 1945 року він був спущений на воду, а 24 липня 1946 року увійшов до бойового складу Королівських ВМС Великої Британії.